# Jean Florimond Boudon de Saint-Amans
Jean Florimond Boudon de Saint-Amans né le 24 juin 1748 à Agen où il est mort le 28 octobre 1831, est un historien, littérateur et naturaliste français.

## Biographie
Saint-Amans voyagea durant sa jeunesse aux Antilles au cours de son service dans les armées du roi. Après une courte carrière militaire, il s’installa, à son retour, dans sa ville natale et participa aux événements révolutionnaires. Il se consacra ensuite tout entier à la science, à l’archéologie et à l’histoire, et produisit de nombreux travaux estimés. De 1791 à 1793, il fut commissaire du roi pour la formation du département qu’il présida ensuite.
Ami de Ramond, il fut sans doute influencé par le mouvement idéologue, qui à partir de 1795 (loi du 3 brumaire de l’an IV ou 25 octobre 1795) tente de réorganiser l’éducation des enfants et adolescents depuis Paris. Il participa alors à la création de l’École centrale de Lot-et-Garonne, dans sa ville. Après la Révolution, il fut appelé à y professer les sciences naturelles, comme ses amis et confrères Louis Ramond (1753-1827) le fut à celle de Tarbes et François-de-Paule Latapie (1739-1823) à celle de Bordeaux.
Botaniste linnéen, il fréquenta les jeunes Jean-Baptiste Bory de Saint-Vincent (1778-1846) et Jean Vincent Félix Lamouroux (1779-1825). Correspondant national de la Société linnéenne de Paris en 1787, il fut aussi élu membre associé de l’Académie de Bordeaux en 1782, et il a participé, avec Bernard Germain Étienne de Laville-sur-Illon, comte de Lacépède (1756-1825), son grand ami (et parfois protecteur), avec Jean-Gérard Lacuée de Cessac (1752-1841) et Lamouroux père (s.d.), à la fondation de l'académie d'Agen.
Il conserva plus tard, pendant de longues années (1800-1831), la présidence du Conseil général de son département.

## Œuvres
- Fragmens d'un voyage sentimental et pittoresque dans les Pyrénées, ou Lettre écrite de ces montagnes, Metz Devilly, 1789, in-8°
- Rapport fait au conseil du département de Lot-et-Garonne sur les maladies carbunculaires auxquelles les bestiaux sont sujets, principalement dans les années pluvieuses, Agen, 1792, in-8° ; autre Rapport sur le même sujet en 1794
- Traité élémentaire sur les plantes les plus propres à former les prairies artificielles [avec des expériences faites dans l’Agenois par les soins de l’auteur], Agen : Impr. de Ve Noubel et fils aîné, 1795, in-8°, IV-151 p. ; Paris, 1797, in-8°
- Flore agenaise ou description méthodique des plantes observées dans le département de Lot-et-Garonne et dans quelques parties des départemens voisins, Agen, P. Noubel, 1821, 632 p. (lire en ligne)
- Essai sur les antiquités du département de Lot-et-Garonne, Agen, Imprimerie de Prosper Noubel, éd. 1859, 339 p.
- Voyage agricole, botanique et pittoresque dans une partie des landes de Lot-et-Garonne et de celles de la Gironde..., Agen, P. Noubel, 1818, 224 p. (lire en ligne)

### Sources
- Florian Reynaud, Les bêtes à cornes (ou l'élevage bovin) dans la littérature agronomique de 1700 à 1850, Caen, thèse de doctorat en histoire, 2009, annexe 2 (publications)